# Milena Dąbrowska
Milena Izabela Dąbrowska (ur. 1959) – polski naukowiec, diagnosta laboratoryjny, profesor nauk medycznych. Prodziekan ds. Jakości Kształcenia i Planów Studiów Wydziału Farmaceutycznego z Oddziałem Medycyny Laboratoryjnej Uniwersytetu Medycznego w Białymstoku.

## Życiorys
W 1983 ukończyła analitykę medyczną na Akademii Medycznej w Białymstoku i od tamtej pory nieprzerwanie związana jest ze swoją Alma Mater. W 1986 pod kierunkiem dr hab. Niny Wołosowicz obroniła pracę doktorską pt. „Alkoholizm a układ granulocytów krwi obwodowej”. W 1994 na podstawie osiągnięć naukowych i złożonej rozprawy „Ocena stanu czynnościowego granulocytów i limfocytów krwi obwodowej u chorych z marskością i nowotworami wątroby” otrzymała stopień naukowy doktora habilitowanego nauk medycznych. W 2004 uzyskała tytuł profesora nauk medycznych. Posiada specjalizację z analityki klinicznej.
W latach 2002–2008 prodziekan Wydziału Farmaceutycznego Akademii Medycznej w Białymstoku. Od 2016 prodziekan do spraw  jakości kształcenia i planów studiów Wydziału Farmaceutycznego z Oddziałem Medycyny Laboratoryjnej Uniwersytetu Medycznego w Białymstoku. Wiceprezes Polskiego Towarzystwa Diagnostyki Laboratoryjnej. Pełni funkcję kierownika Zakładu Diagnostyki Hematologicznej UMB. Jest również członkiem Senatu Uniwersytetu Medycznego w Białymstoku. 

## Odznaczenia
- Srebrny Krzyż Zasługi (2004)[8]
- Złoty Krzyż Zasługi (2016)[9]